# モーリス・コーマラウェル
モーリス・コーマラウェル（Maurice Coomarawel、1940年4月16日-2008年7月22日）はスリランカの男子自転車選手。
1960年にローマオリンピックに出場し、スリランカからオリンピックへの初めての自転車競技出場者になった。男子ロードレース個人に出場したが途中棄権したために順位はない。同年にはツール・ド・セイロンに出場して優勝している。
引退後はスリランカ中央運送庁やスリランカ空軍で働き、その後はオーストラリアに移住している。